# Burton
Burton je priimek več znanih oseb:
- Chatwood Burton (1881—1955), angleško-ameriški slikar
- Cliff Burton (1962—1986), ameriški glasbenik
- Decimus Burton (1800—1881), angleški arhitekt
- Gary Burton (*1943), ameriški jazzovski vibrafonist
- Jonathan Burton, ameriški general
- John Hill Burton (1809—1881), britanski zgodovinar
- Mike Burton (*1947), ameriški plavalec
- Richard Burton (1925—1984), ameriški igralec
- Richard Francis Burton (1821—1890), angleški raziskovalec
- Robert Burton (1577—1640), angleški pisatelj
- Scott Burton (1939—1989), ameriški kipar
- Tim Burton (*1958), ameriški režiser